# Jean-Paul Delevoye

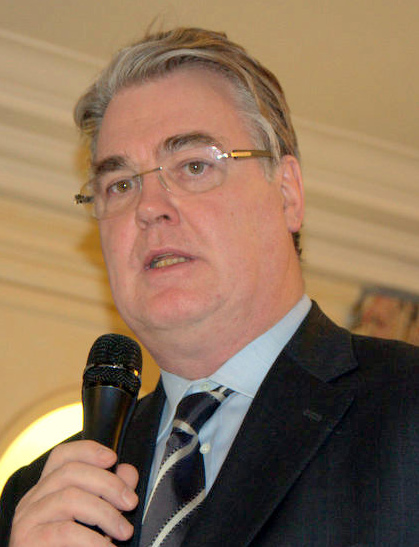
Jean-Paul Delevoye (2013)

Jean-Paul Delevoye [dələvwa] (* 22. Januar 1947 in Bapaume, Département Pas-de-Calais) ist ein französischer Politiker (RPR, UMP, LREM). Von 1992 bis 2002 war er Mitglied des französischen Senats, von 2002 bis 2004 Minister für öffentliche Verwaltung, Staatsreform und Raumordnung. Von 2017 bis 2019 war Delevoye Hochkommissar für die Rentenreform.

## Leben und politische Karriere
Delevoye studierte an der Landwirtschaftshochschule Institut supérieur d’agriculture (ISA) in Lille, bis er 1968 wegen „Ungehorsams“ exmatrikuliert wurde. Nach seinem Wehrdienst an der Militärschule Saint-Cyr arbeitete er im Geschäft seiner Familie.
Als Mitglied der gaullistischen Partei Rassemblement pour la République wurde er 1980 in den Generalrat des Départements Pas-de-Calais gewählt, dem er bis 2001 angehörte. Nach dem Tod seines Mentors Henri Guidet war er von 1982 bis 2002 Bürgermeister seiner Heimatgemeinde Bapaume in Nordfrankreich. Von 1986 bis 1988 war er Abgeordneter in der französischen Nationalversammlung. Von 1992 bis 2002 war er Vertreter des Départements Pas-de-Calais im Senat. Parallel war er Vorsitzender der Organisation Association des maires de France, einem Zusammenschluss der französischen Bürgermeister.
Die RPR ging 2002 in der Mitte-rechts-Sammelpartei Union pour un mouvement populaire (UMP) auf, dessen Verband im Département Pas-de-Calais Delevoye vorstand. Im Mai 2002 wurde er als Minister für öffentliche Verwaltung, Staatsreform und Raumordnung in die Regierung unter Premierminister Jean-Pierre Raffarin und Staatspräsident Jacques Chirac berufen. Nach zwei Jahren in der Regierung ernannte Chirac Delevoye im April 2004 zum Ombudsmann (Médiateur de la République), eine Funktion, die er bis zur Auflösung dieses Amtes im Juni 2011 bekleidete. Zudem war er von 2004 bis 2014 erneut Bürgermeister von Bapaume.
Von 2010 bis 2015 war er Vorsitzender des Conseil économique, social et environnemental, einer Versammlung von Interessenvertretern (Arbeitnehmer, Arbeitgeber, Verbände), die beratend an der französischen Gesetzgebung mitwirkt. Im Jahr 2013 trat er aus der UMP aus, als er Jean-Jacques Cottel von der Parti socialiste als Nachfolger im Bürgermeisteramt von Bapaume unterstützte. Dieser löste Delevoye im April 2014 als Bürgermeister ab.
Bei der Präsidentschaftswahl 2017 unterstützte Delevoye Emmanuel Macron. Im Vorfeld Parlamentswahl im Juni 2017 war Jean-Paul Delevoye Vorsitzender der Berufungskommission für die Kandidaten von Macron gegründeten Partei La République en Marche (LREM). Im September 2017 ernannte Präsident Macron Delevoye zum Hochkommissar für die Rentenreform, durch die die 42 verschiedenen Rentensysteme in Frankreich vereinheitlicht werden sollen. Im Zuge der Proteste und Streiks gegen die Rentenreformen wurde Delevoye für seine zahlreichen Nebentätigkeiten kritisiert. In seiner Erklärung gegenüber der Behörde für Transparenz im politischen Leben (Haute Autorité pour la transparence de la vie publique, HATVP) hatte er es unterlassen, seine Tätigkeit für das private Institut de formation de la profession de l’assurance (IFPASS) anzugeben, das dem Verband der französischen Versicherungswirtschaft nahesteht. Am 16. Dezember 2019 trat er als Hochkommissar für die Rentenreform zurück.